# Franstulpaner
Franstulpaner (Tulipa ×gesneriana Fransblommiga Gruppen) är en grupp i familjen liljeväxter som omfattar medeltidiga till sena sorter med fransade blomblad. Gruppen är ingen systematisk enhet och flera sorter är mutationer av sorter i andra grupper.

## Sorter
- 'Aleppo'
- 'American Eagle'
- 'Arma'
- 'Bellflower'
- 'Bell Song'
- 'Blue Heron'
- 'Burgundy Lace'
- 'Canasta'
- 'Canova'
- 'Carrousel'
- 'Crispy Ruby'
- 'Cummins'
- 'Curly Sue'
- 'Davenport'
- 'Fabio'
- 'Fancy Frills'
- 'Fine Art'
- 'Fringed Beauty'
- 'Fringed Family'
- 'Hamilton'
- 'Hillstar'
- 'Honeymoon'
- 'Huis Ten Bosch'
- 'Humor'
- 'Lambada'
- 'Maja'
- 'Mascotte'
- 'Max Durant'
- 'Redwing'
- 'Swan Wings'
- 'Traveller'
- 'Valbella'
- 'Valery Gergiev'

### Webbkällor
- Aldén, B. & Ryman, S. (red.) (2005-). ”Svensk Kulturväxtdatabas (SKUD)”. CBM, Alnarp. http://linnaeus.nrm.se/flora/mono/lilia/liliu/welcome.html. Läst 2009 Juli 27.

”Database geregistreerde cultivars”. Koninklijke Algemeene Vereeniging voor Bloembollencultuur. 2006-. Arkiverad från originalet den 4 juli 2009. https://web.archive.org/web/20090704154309/http://kavb.back2p.soft-orange.com/kavb/kavbSG.nsf/plants-registered?OpenView&Count=18. Läst 2009 Juli 28.
”Elegant Tulip Bulbs”. www.elegant-tulip-bulbs.com. 2005–2007. http://www.elegant-tulip-bulbs.com/. Läst 29 juli 2009.